# Banbury
Banbury ist eine Stadt am Fluss Cherwell in Oxfordshire (England). Sie ist Verwaltungssitz des Distrikts Cherwell und ein bedeutendes Wirtschafts- und Geschäftszentrum für das überwiegend ländliche Umland.

## Lage und Bevölkerung

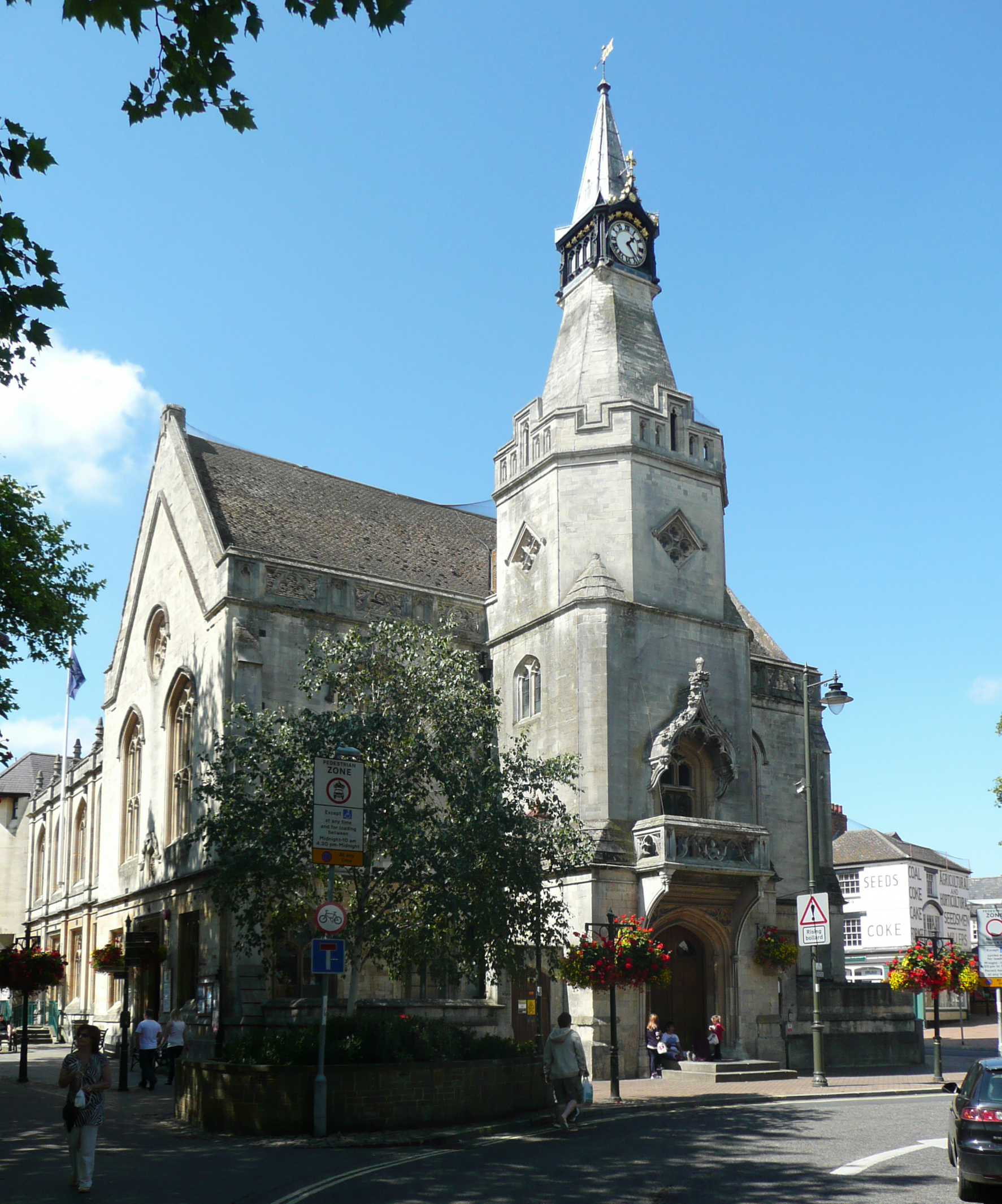
Rathaus der Stadt

Banbury liegt 103 km nordwestlich von London, 61 km südöstlich von Birmingham, 43 km südlich von Coventry und 34 km nordwestlich der Kreisstadt Oxford. Inoffiziell wird dieses Gebiet auch als Banburyshire bezeichnet, das den Cherwell Distrikt und Teile der benachbarten Grafschaften Northamptonshire und Warwickshire umfasst. Im Jahr 2001 hatte Banbury 41.802 Einwohner, zusammen mit den umliegenden Gemeinden und Pfarreien ergab die letzte Volkszählung im Jahr 2011 46.853 Personen.
1976 erwarb der konservative Politiker Michael Heseltine das 280 ha große Anwesen Thenford House in Banbury für 760.000 Pfund und richteten hier ein Arboretum sowie einen formalen Garten ein.

## Geschichte

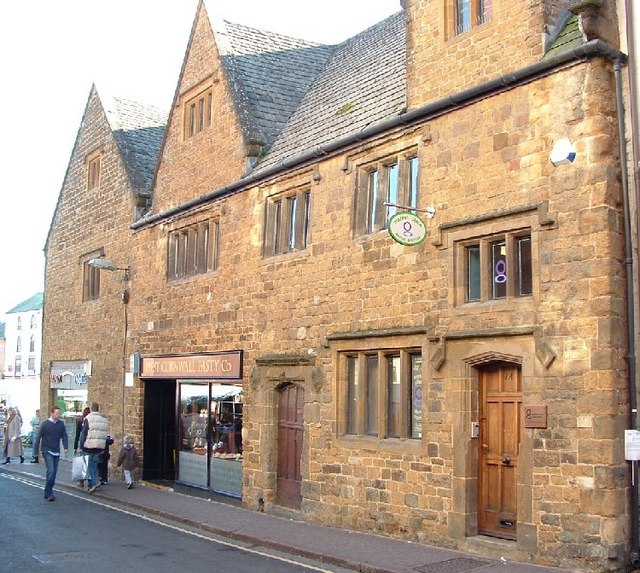
Konditorei in der Parsons Street

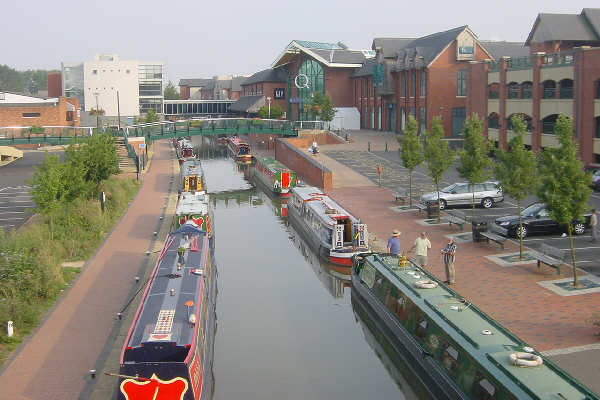
Das Castle Quay Shopping Centre liegt direkt am Oxford Canal

Der Ort ist seit der Römerzeit besiedelt. Es gab eine römische Villa am nahe gelegenen Wykham Park. Banbury entwickelte sich in der angelsächsischen Periode unter starkem dänischem Einfluss. Sein mittelalterlicher Wohlstand basierte auf Wolle. Das Schloss Banbury entstand ab dem Jahr 1135 im Auftrag der Bischöfe von Lincoln. Im englischen Bürgerkrieg wurde es belagert, aber nicht zerstört. Banbury war wegen seiner Nähe zu Oxford Eigentum des Königs und eine königliche Stadt, die Einwohner waren jedoch strenge Puritaner. Während der englischen Bürgerkriege in den 1640er-Jahren bezog Oliver Cromwell im ältesten Pub des Ortes – dem „Ye Olde Reindeer Inn“ – zeitweise Quartier. Im „Globe Room“ desselben Pubs soll er der Ortslegende nach die Schlacht von Edgehill geplant haben. Das Schloss wurde nach dem Krieg beschädigt und später abgerissen.
Banbury ist Ursprungsort der Banbury cakes, einer englischen Gebäckspezialität, die im 16. Jahrhundert erstmals von Edward Welchman hier in seiner Konditorei in der Parsons Street zubereitet wurde.
Die Fertigstellung des Oxford Canal im Jahr 1790 führte zu einem bedeutenden Wachstum der Stadt. 1850 wurde Banbury auch an das Eisenbahnnetz angeschlossen, was eine direkte Verbindung nach London und in den Norden ermöglichte. An Stelle des früheren Schlosses steht heute ein modernes Einkaufszentrum, das Castle Quay.
Während des Zweiten Weltkriegs wurden in Banbury die sogenannten Banbury sheets („Banbury-Blätter“) hergestellt, ein kryptanalytisches Hilfsmittel, das die britischen Codebreakers (Codeknacker) in der knapp 50 km östlich gelegenen Stadt Bletchley verwendeten, um in den mit der Rotor-Schlüsselmaschine Enigma verschlüsselten geheimen Nachrichtenverkehr der deutschen Kriegsmarine einzubrechen.
Seit 1981 unterhält Banbury eine Städtepartnerschaft mit Hennef.

## Wirtschaft
In Banbury haben sich hauptsächlich Unternehmen der Autozulieferindustrie, Elektroindustrie, Aluminium- und Nahrungsmittelverarbeitung sowie Druckereien angesiedelt. Die Formel-1-Teams Haas und Manor haben hier ihren Sitz.
Auf einem früheren Militärflugplatz, der zwischen 1942 und 1974 existierenden Royal Air Force Station Gaydon, kurz RAF Gaydon, befinden sich heute das Heritage Motor Centre, der Sitz von Aston Martin und ein Entwicklungszentrum von Jaguar Land Rover. RAF Gaydon, das zirka 17 km nordwestlich Banburys liegt, war während des Zweiten Weltkriegs ein Standort des RAF Bomber Commands und ab 1955 die erste Einsatzbasis der Vickers Valiant. Die damalige British Leyland erwarb das Areal 1978 und nutzte es fortan zunächst als Fahrzeug-Testzentrum.
Etwas südlich befindet sich die amerikanische Militärbasis RAF Barford St John, während des Zweiten Weltkriegs ein Schulflugplatz des RAF Bomber Commands. Mit der früheren Station RAF Chipping Warden liegt etwa 10 km nordöstlich ein weiterer Bomber-Schulflugplatz aus der Kriegszeit, der heute als Industriegelände genutzt wird.

## Söhne und Töchter der Stadt
- Louise Holmes (1891–1981), Schweizer Landwirtin und Lehrerin
- Richard Bevan Braithwaite (1900–1990), Philosoph und Wissenschaftstheoretiker
- Alan Lloyd Hodgkin (1914–1998), Biochemiker und Nobelpreisträger
- Rodney Gould (1943–2024), Motorradrennfahrer
- Gary Glitter (* 1944), Rock-’n’-Roll-Musiker
- Suki Brownsdon (* 1965), Schwimmerin
- Tim Plester (* 1970), Schauspieler
- James Hurrell (* 1984), Dartspieler
- Pippa Bennett-Warner (* 1988), Theater- und Filmschauspielerin
- Will Bratt (* 1988), Rennfahrer